# Juliusz Paszyński

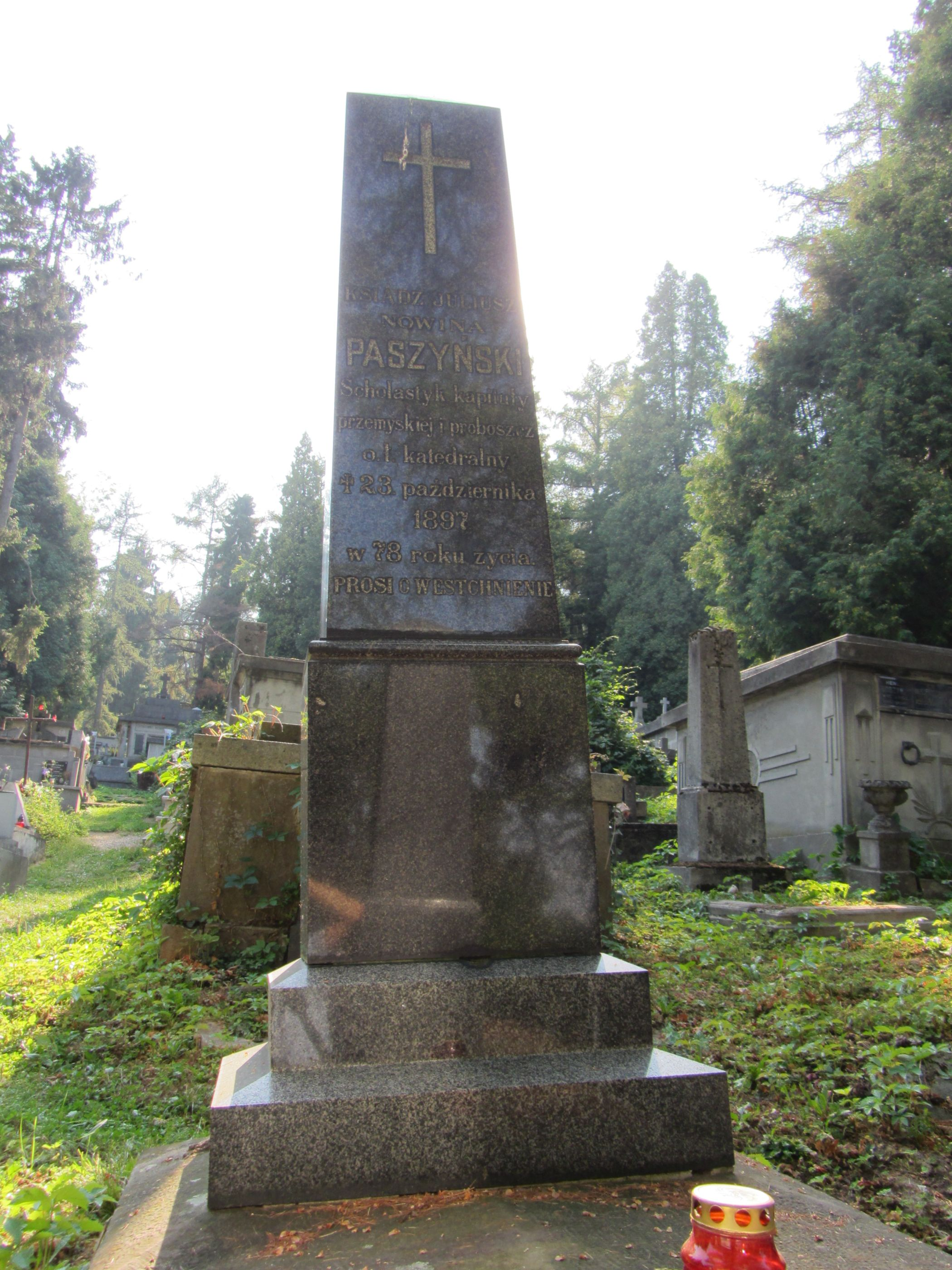
Grobowiec na cmentarzu Głównym w Przemyślu

Juliusz Paszyński herbu Nowina (ur. 24 czerwca 1820 w Przemyślu, zm. 23 października 1897 tamże) – kanonik kapituły przemyskiej, honorowy obywatel miasta Przemyśla.
Uczył się w gimnazjum we Lwowie, po ukończeniu teologii w Wiedniu, został wyświęcony na kapłana 1 września 1842. Był wikariuszem i katechetą w Rzepienniku, Gorlicach i Jaśle. 16 lipca 1851 otrzymał tytuł doktora teologii w Wiedniu. W latach 1851–83 wykładał prawo kanoniczne i historię w seminarium w Przemyślu. 
W 1872 otrzymał tytuł prałata domowego papieskiego. Rok później 2 lipca 1873 wyróżniony honorowym obywatelstwem miasta Przemyśla jako długoletni członek Rady Miejskiej. W latach 1883–86 był proboszczem i dziekanem w Jaśle. Mianowany kanonikiem honorowym i gremialnym kapituły przemyskiej (1885, 1886). W 1895 mianowany prałatem scholastykiem. 
Pochowany został na cmentarzu głównym w Przemyślu (kwatera 10A, rząd 3, nr 21).